# Phyllis Perkins
Phyllis Perkins (Horfield, Inglaterra; 22 de febrero de 1934-febrero de 2023) fue una atleta británica especialista en la carrera de media distancia que compitió en los Juegos Olímpicos y en los Juegos de la Mancomunidad.

## Carrera
Participó en los Juegos Olímpicos de Roma 1960 en la carrera de 800 metros donde finalizó en sexto lugar del segundo hit en la misma carrera en la que la alemana Ursula Donath impuso récord olímpico.
También participó en los Juegos de la Mancomunidad de 1962 en Perth, Australia en la carrera de 880 yardas donde terminó en cuarto lugar a poco más de tres segundos de las medallas.